# Tabitha Chawinga
Pour les articles homonymes, voir Chawinga.
Tabitha Chawinga, née le 22 mai 1996 à Lilongwe, est une footballeuse internationale malawite évoluant au poste d'attaquante à l'Olympique lyonnais.

## Biographie
Née au Malawi en 1996,, Chawinga fait partie d'une fratrie de cinq enfants dont Temwa Chawinga qui sera aussi footballeuse. Elle commence le football à l'âge de cinq ans, jouant dans des équipes masculines jusqu'à l'âge de 13 ans lorsqu'elle rejoint le club féminin du DD Sunshine,. Ses parents n'acceptent pas qu'elle joue au football et la frappent violemment, considérant que le football est un sport réservé aux hommes. Chawinga doit également se déshabiller devant ses adversaires pour prouver qu'elle est une femme,,,,,,. 

### Une révélation en Suède
À 18 ans, en 2014, Chawinga évolue pour le club suédois de troisième division du Krokom/Dvärsätts IF,, avec lequel elle remporte le titre de meilleure buteuse du championnat 2014 en ayant inscrit 39 buts en 18 matchs,. Elle est alors la première footballeuse malawite à évoluer en Europe.
Chawinga rejoint le club de deuxième division suédoise du Kvarnsvedens IK (en) en 2015. Elle inscrit lors de son premier match un doublé contre le Linköpings FC. Le club est sacré champion, Chawinga terminant meilleure buteuse du championnat avec 43 buts,; le club accède donc à la première division suédoise.
Lors de la saison 2016, Chawinga est la troisième meilleure buteuse du championnat avec 15 buts. La saison 2017 se conclut sur une relégation, mais Chawinga termine meilleure buteuse du championnat avec 26 buts. Elle reçoit le prix d'attaquante de l'année,.

### Départ en Chine
En 2018, après une période positive en Suède, Chawinga attire l'attention de clubs étrangers, notamment du PSG, et s'engage finalement avec le club chinois du Jiangsu Suning pour un transfert record dans le football féminin suédois de 1,5 million de couronnes suédoises,,. Le 6 mai 2018, elle inscrit son premier but lors de sa première titularisation contre Shanghai. Avec Jiangsu, elle remporte tous les trophées nationaux en 2019. Elle y évolue sous les ordres du Français Gérard Prêcheur, puis de son fils Jocelyn.
En août 2020, elle reçoit son trophée de meilleure joueuse de la saison 2019 en Chine, après avoir déjà reçu ce prix pour la saison 2018; elle est meilleure buteuse du championnat 2019 avec 12 buts et meilleure buteuse de la Coupe de Chine 2019,.
En 2021, Tabitha Chawinga rejoint le WJU,.

### Le retour en Europe

#### Inter Milan (2022-2023)
En 2022, elle est prêtée à l'Inter Milan,,,, où elle inscrit 26 buts. Elle inscrit 23 buts en 23 matches de championnats, terminant meilleure buteuse,,,. Chawinga est élue joueuse de l'année de la Serie A féminine pour la saison 2022/2023 par l'Association italienne des footballeurs,,.

#### Paris Saint-Germain (2023-2024)
En 2023, elle retrouve Gérard Prêcheur, son ancien entraîneur au Jiangsu, en étant prêtée au Paris Saint-Germain, qui la suivait depuis 2018. Elle devient la première malawite à évoluer en D1. Elle y est chargée de compenser le départ de Kadidiatou Diani à l'OL et la blessure de Marie-Antoinette Katoto. Elle ouvre son compteur sous le maillot parisien en marquant le seul but de la rencontre face à Saint-Étienne le 6 octobre 2023. Le 11 octobre, lors de son premier match de Ligue des champions, face à Manchester United, elle ouvre le score pour Paris et devient la première Malawite à marquer en compétition européenne. Chawinga termine meilleure buteuse de D1 avec 19 buts en 21 matches,. Elle est nommée dans le meilleur XI de la saison 2023-2024 de D1. En mai 2024, elle reçoit le trophée UNFP de meilleure joueuse de la saison en D1,. Elle est également élue meilleure joueuse de la saison lors des trophées de D1. Avec le PSG, elle marque 32 buts en 36 matches.
En 2024, Tabitha Chawinga devient la première Malawite nommée pour le Ballon d'Or, hommes et femmes confondus,,. Elle termine 16e,,.

#### Olympique lyonnais (2024-présent)
Chawinga rejoint l'Olympique lyonnais à l'été 2024 et signe jusqu'en 2027,,. Elle inscrit son premier but avec l'OL lors d'un match de D1 contre Strasbourg, le 27 septembre 2024. Le 18 mars 2025, elle inscrit son premier but en Ligue des champions avec l'OL contre le Bayern Munich,,.

## Palmarès
- Krokom/Dvärsätts IF
  - Championnat de Suède D3
    - Champion : 2014
- Kvarnsvedens IK (en)
  - Championnat de Suède D2
    - Champion : 2015
- Jiangsu Suning
  - Championnat de Chine
    - Champion : 2019

  - Coupe de Chine
    - Vainqueur : 2019

  - Supercoupe de Chine
    - Vainqueur : 2019

  - Championnat asiatique des clubs
    - Deuxième : 2019

## Distinctions personnelles
- Meilleure joueuse de la saison en Chine en 2018 et 2019[31]
- Meilleure buteuse du Championnat de Chine en 2018 (17 buts)[67] en 2019 (12 buts)[31]
- Meilleure buteuse de la Coupe de Chine en 2019[31]
- Meilleure buteuse du Championnat de Suède en 2017 (26 buts)
- Meilleure buteuse du Championnat de Suède de deuxième division en 2015 (43 buts)
- Meilleure buteuse du Championnat de Suède de troisième division en 2014 (39 buts)
- Meilleure buteuse du Championnat d'Italie en 2023 (23 buts)[68]
- Meilleure attaquante du Championnat d'Italie féminin de football 2022-2023[69].
- Meilleure joueuse du Championnat de France 2023-2024 aux trophées D1 Arkema[70].
- Meilleure joueuse et membre de l'équipe type du Championnat de France 2023-2024 aux Trophées UNFP du football 2024[71]